# Cis sumatrensis
Cis sumatrensis là một loài bọ cánh cứng trong họ Ciidae. Loài này được Pic miêu tả khoa học năm 1916.